# بخش هویژو
بخش هویژو (به لاتین: Huizhou District) یک منطقهٔ مسکونی در چین است که در هوانگشان واقع شده‌است. بخش هویژو ۴۱۹٫۴۱۶۴ کیلومتر مربع مساحت و ۹۵٬۰۰۰ نفر جمعیت دارد.